# Xenorhina
Genre
Synonymes
- Xenobatrachus Peters & Doria, 1878
- Choanacantha Méhely, 1898
- Pseudengystoma De Witte, 1930 "1929"

Xenorhina est un genre d'amphibiens de la famille des Microhylidae.

## Répartition
Les 32 espèces de ce genre sont endémiques de Nouvelle-Guinée.

## Liste des espèces
Selon Amphibian Species of the World (26 mai 2014) :
- Xenorhina adisca Kraus & Allison, 2003
- Xenorhina anorbis (Blum & Menzies, 1989)
- Xenorhina arboricola Allison & Kraus, 2000
- Xenorhina arfakiana (Blum & Menzies, 1989)
- Xenorhina arndti Günther, 2010
- Xenorhina bidens Van Kampen, 1909
- Xenorhina bouwensi (de Witte, 1930)
- Xenorhina brachyrhyncha Kraus, 2011
- Xenorhina eiponis Blum & Menzies, 1989
- Xenorhina fuscigula (Blum & Menzies, 1989)
- Xenorhina gigantea Van Kampen, 1915
- Xenorhina huon (Blum & Menzies, 1989)
- Xenorhina lanthanites (Günther & Knop, 2006)
- Xenorhina macrodisca Günther & Richards, 2005
- Xenorhina macrops Van Kampen, 1913
- Xenorhina mehelyi (Boulenger, 1898)
- Xenorhina minima (Parker, 1934)
- Xenorhina multisica (Blum & Menzies, 1989)
- Xenorhina obesa (Zweifel, 1960)
- Xenorhina ocellata Van Kampen, 1913
- Xenorhina ophiodon (Peters & Doria, 1878)
- Xenorhina oxycephala (Schlegel, 1858)
- Xenorhina parkerorum Zweifel, 1972
- Xenorhina rostrata (Méhely, 1898)
- Xenorhina scheepstrai (Blum & Menzies, 1989)
- Xenorhina schiefenhoeveli (Blum & Menzies, 1989)
- Xenorhina similis (Zweifel, 1956)
- Xenorhina subcrocea (Menzies & Tyler, 1977)
- Xenorhina tillacki Günther, Richards & Dahl, 2014
- Xenorhina tumulus (Blum & Menzies, 1989)
- Xenorhina varia Günther & Richards, 2005
- Xenorhina zweifeli (Kraus & Allison, 2002)

## Publications originales
- de Witte, 1930 "1929" : Note préliminaire sur les Batraciens recueillis aux Indes Orientales Néerlandaises par S.A.R. le Prince Leopold de Belgique. Annales de la Société Royale Zoologique de Belgique, vol. 60, p. 131-135.
- Méhely, 1898 : An account of the reptiles and batrachians collected by Mr. Lewis Biro in New Guinea. Természetrajzi Füzetek, vol. 21, p. 165-178 (texte intégral).
- Peters, 1863 : Über verschiedene Batrachier, namentlich über die Original-exemplare der von Schneider und Wiegmann beschriebenen Arten des zoologischen Museums zu Berlin. Monatsberichte der Königlich Preussischen Akademie der Wissenschaften zu Berlin, vol. 1863, p. 76-82 (texte intégral).
- Peters & Doria, 1878 : Catalogo dei rettili e dei batraci raccolti da O. Beccari, L.M. DAlbertis e A.A. Bruijn nella sotto-regione Austro-Malese. Annali del Museo Civico di Storia Naturale di Genova, sér. 1, vol. 13, p. 323-450 (texte intégral).